# BR-369
La BR-369 es una carretera brasileña diagonal. Anteriormente conocida como Rodovia de los Cereales, la carretera comienza en el cruce con la BR-494, en el municipio de Oliveira en Minas Gerais, y cruza el estado de São Paulo y parte de Paraná a la ciudad de Cascavel. Entre los municipios cruzados por la BR-369, destacan los siguientes: Alfenas, Poços de Caldas, São João da Boa Vista, Aguaí, Pirassununga, Brotas, Jaú, Itirapina, Pederneiras, Bauru, Santa Cruz do Rio Pardo, Ourinhos, Cornélio Procópio, Londrina , Rolândia, Arapongas, Apucarana, Campo Mourão, Ubiratã y Cascavel. En el estado de São Paulo, la carretera se nombra primero en SP-253, SP-350, sección de SP-215, SP-201, SP-225, sección de SP-255, nuevamente SP-225 y luego SP-327.

## Historia
La Rodovia dos Cereais fue creada para deshacerse de la inmensa producción agrícola de Paraná, y en 1963 se entregaron las secciones Maringá - Ourinhos y Uraí - Cornélio Procópio.

## Importancia económica
La carretera es extremadamente importante para transportar productos desde la agricultura, la ganadería y la industria desde los estados de Paraná hasta São Paulo y viceversa. Como algunos ejemplos, tenemos soja, maíz, café, carne de res, papel y celulosa, madera, muebles y otros productos importantes en la región.
La carretera también conecta el oeste de los estados de Paraná y São Paulo con Paraguay. Paraguay importa la mayoría de los productos que consume de Brasil (uno de los principales promotores de la economía paraguaya). Por lo tanto, el comercio y el turismo con Paraguay son fuertes en la región. Foz do Iguaçu y Ciudad del Este se benefician directamente de la carretera.

## Duplicaciones no realizadas
La BR-369, así como las BR 376 y 277, que forman un triángulo dentro del estado de Paraná, fueron otorgadas a empresas privadas en 1997, al comienzo de la era de las concesiones viales en Brasil. Los contratos son válidos hasta 2021. Inicialmente, deberían duplicarse 995 km de carreteras en Paraná, y se prometió a la población que el Estado tendría las carreteras del Primer Mundo, lo que impulsaría fuertemente el crecimiento económico. Pero pronto se firmaron adiciones que eliminaron las duplicaciones y otras obras de los contratos. El compromiso de duplicación cayó de 995 a 616 km. Para empeorar las cosas, en 2019, lo que se había duplicado no era más de 300 km, incluso con las tarifas de peaje aumentando cada año. El MPF (Ministerio Público Federal) llevó a cabo la Operación Integración, que mostró que los cambios realizados en los contratos son parte de un esquema de soborno millonario. Las compañías pagaron al menos R $ 35 millones en honorarios para lograr estos cambios en los contratos. La desviación de dinero estimada en el sistema de peaje asciende a R $ 8,4 mil millones. Algunos de los citados por el MPF para recibir estas tarifas son: Jaime Lerner, Roberto Requião y Beto Richa, todos los exgobernadores del Estado de Paraná, y los concesionarios Rodonorte, Econorte, Ecovia, Ecocataratas, Caminhos do Paraná y Viapar estarían involucrados.
Para la próxima concesión, que tendrá lugar en 2021, el Gobierno Federal, bajo el mando de Jair Bolsonaro, y el Gobierno del Estado de Paraná, bajo el mando de Ratinho Jr., tienen la intención conjunta de adoptar un modelo con tarifas más bajas, garantía que las duplicaciones ocurren rápidamente y también aseguran la transparencia en el gasto.

## Galería

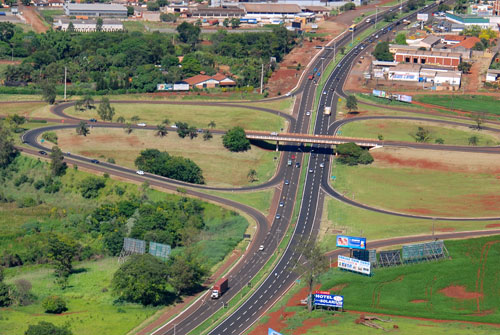
BR-369 entre Cambé y Londrina, Paraná.
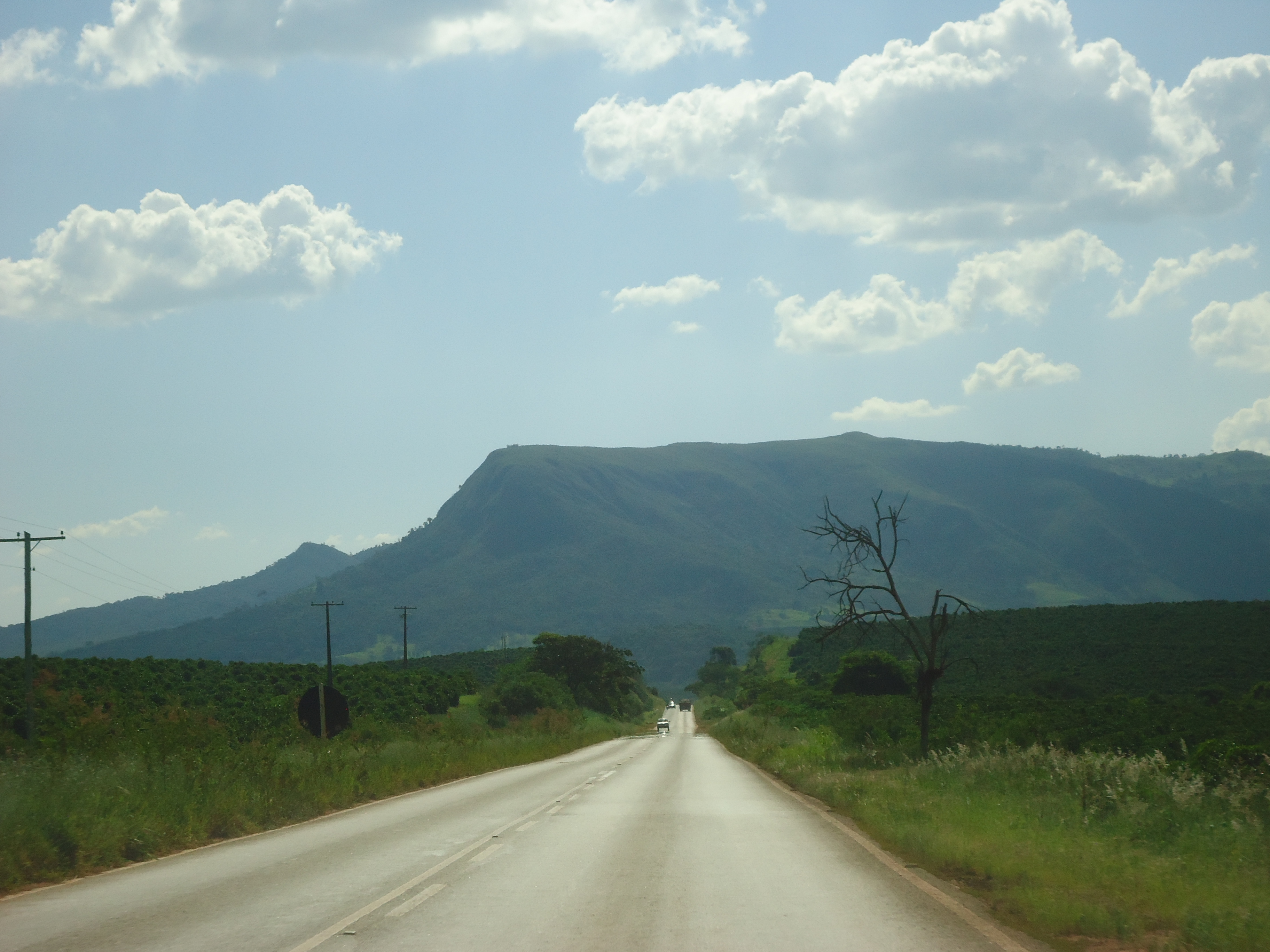
BR-369 en Boa Esperança, Minas Gerais